# 831 Wołgo-Tatarski Batalion Piechoty
831 Wołgo-Tatarski Batalion Piechoty (niem. Wolgatartarisches Infanterie-Bataillon 831, ros. 831-й Волжско-татарский пехотный батальон) – oddział wojskowy Wehrmachtu złożony z Tatarów nadwołżańskich i przedstawicieli innych tureckojęzycznych narodów Powołża podczas II wojny światowej.
Batalion został sformowany jesienią 1943 r. w Jedlni w Generalnym Gubernatorstwie. Wchodził formalnie w skład Legionu Tatarów nadwołżańskich. Początkowo ochraniał obozy Legionu, w których przebywali czerwonoarmiści pochodzenia tatarskiego oraz innych narodów Idel-Uralu. Pod koniec 1943 r. batalion przeniesiono do północnej części okupowanej Francji, gdzie krótko pełnił zadania wartowniczo-ochronne na wybrzeżu Oceanu Atlantyckiego. Ostatecznie na pocz. 1944 r. wszedł w skład nowo formowanego w Trawnikach 1 Wschodniomuzułmańskiego Pułku SS pod dowództwem SS-Obersturmbannführera Andreasa Meyer-Madera.